# Castillo de San Sebastián de la Cruz

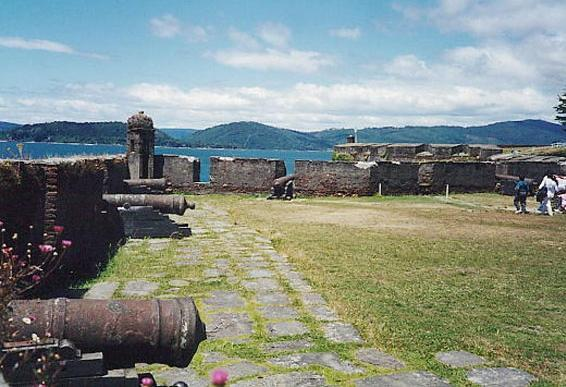
Vista del Castillo de San Sebastián de la Cruz en Corral.

El Castillo o Fuerte de San Sebastián de la Cruz es un castillo ubicado en la localidad de Corral, a 15 km de Valdivia, en la región de Los Ríos, Chile. Fue construido originalmente en 1645 por los conquistadores españoles.

## Historia
Con el hagiotopónimo de San Sebastián de la Cruz, es una de las diecisiete fortalezas españolas que fueron construidas en la zona de la Valdivia a partir del siglo XVII y que conformaron el Sistema de fuertes de Valdivia. Fue levantado en 1645 sobre los planos del Ingeniero Mayor de la Real Armada Española, Constantino Vasconcelos, que lo ubicó estratégicamente para defender la poza de abrigo del puerto, siendo uno de los más importantes de la bahía. Su obra de cantería fue levantada en 1678. 
En 1764 el ingeniero irlandés Juan Garland reconstruyó, en piedra cancagua y mampostería en ladrillo, la fortificación. El Castillo se componía de tres sectores: El castillo propiamente tal (1765), la Batería de la Argolla (1764) y la Batería de la Cortína (1767).
El castillo, con sus 21 cañones, era el más poderoso de la bahía después del castillo San Pedro de Alcántara en Mancera, en el cual estaba el alto mando militar español que comandaba la bahía.
En 1930 se atravesó su base con un túnel para el paso del ferrocarril.

## Turismo
Desde hace unos años durante los veranos se hacen recreaciones de la vida hacia 1800, con soldados de uniforme, armas de época, disparos de cañón y mosquetes como una semblanza de la vida civil y bélica de los fuertes.